# 小田切理紗
小田切 理紗（おだぎり りさ、1985年3月26日 - ）は日本の女優。兵庫県神戸市出身。レオンプランニング所属。2009年9月22日現在、プロダクションHPには所属タレントとして掲載されていない。

## 来歴
オーディションを経て、映画『呪怨』で女優デビュー。以後、テレビドラマ『サラリーマン金太郎4』、ビデオ映画『陰陽師 妖魔討伐姫2』、『陰陽師 妖魔討伐姫3』などに出演。2004年のビデオ映画『美少女呪縛』で主演を務めたほか、雑誌の水着グラビアに進出し、『Fairy』『Infinity』などを発表した。2004年劇場公開の映画『片目だけの恋』に主演した。

## 人物
特技はクラシックバレエ。趣味は、水泳、フルート、スキューバダイビング。

## 主な出演作品

### 映画
- 呪怨（2003年、清水崇監督）
- ござまれじ（2003年、秋元康、恵俊彰ほか監督）
- 片目だけの恋（2004年、渡辺護監督、エロス番長シリーズ）- 主演

### オリジナルビデオ
- 陰陽師 妖魔討伐姫2（2003年）
- 陰陽師 妖魔討伐姫3（2003年）

### テレビドラマ
- サラリーマン金太郎4（2004年）

### WEBシネマ
- めいどinあきはばら（2005年）

### CM
- GOOD YEAR（2003年）

## リリース作品

### イメージDVD
- Fairy（2004年1月、エッジ）
- Infinity（2004年3月、Flash Vision）
- イノセント・フェイス（2005年3月、オルスタックピクチャーズ）